# Grand Rapids Griffins
Die Grand Rapids Griffins sind eine Eishockeymannschaft in der American Hockey League. Sie spielen in der Van Andel Arena (10.834 Plätze) in Grand Rapids, Michigan, USA. Ihre Vereinsfarben sind Marineblau, Rot, Gold und Silber.

## Geschichte
Bereits 1949 gab es professionelles Eishockey in Grand Rapids mit den Grand Rapids Rockets, die bis 1956 in der International Hockey League spielten. Gefolgt wurden sie in den siebziger Jahren von den Grand Rapids Blades und den Grand Rapids Owls, die in der USHL und in der IHL aktiv waren und als Farmteams für NHL-Mannschaften, wie die Pittsburgh Penguins, Chicago Blackhawks oder Boston Bruins, dienten. Doch bereits 1980 waren beide Teams nicht mehr aktiv. Die Grand Rapids Grizzlies waren schließlich vorerst die letzte Profimannschaft aus der Stadt im Bundesstaat Michigan, die aber nur eine komplette Saison in der Continental Hockey League absolvierte, ehe sie während der Spielzeit 1981/82 aufgelöst wurde.
1996 wurden schließlich die Grand Rapids Griffins gegründet und schlossen sich, wie schon die Rockets und die Owls, der IHL an. Bereits in der ersten Saison konnte sich die Mannschaft in der Liga etablieren, wobei Spieler, wie Torhüter Pokey Reddick und die Stürmer Michel Picard, Jeff Nelson und Pavol Demitra besonders hervorstachen.
Auch im zweiten Jahr gelang den Griffins die Qualifikation zu den Playoffs. Das Gesicht der Mannschaft hatte sich aber gewandelt. Zwar gehörten mit Michel Picard und Verteidiger Travis Richards noch einige Spieler des Vorjahrs zum Kader, im Tor hatte aber Ian Gordon den Stammplatz übernommen und auch im weiteren Teil des Kaders gab es Wechsel.
Den ersten Rückschlag musste das Team in der Saison 1998/99 erleiden, als sie sich erstmals nicht für die Playoffs qualifizierten, aber in der darauffolgenden Spielzeit kehrten sie umso stärker zurück. Angeführt durch Picard, Wjatscheslaw Buzajew und Kevin Miller unterlagen sie erst im Finale um den Turner Cup den Chicago Wolves.
Ihre stärkste Saison in der IHL spielten sie schließlich 2000/01 und gewannen 53 von 82 Partien, womit sie am Ende der regulären Saison den ersten Platz belegten. Im Halbfinale scheiterten sie aber an den Orlando Solar Bears. Es sollte auch gleichzeitig die letzte Spielzeit in der IHL gewesen sein, die im Sommer 2001 aufgelöst wurde. Die Griffins schlossen sich daraufhin der AHL an und bestritten eine gute erste Saison, die mit dem Ausscheiden in der ersten Playoff-Runde endete. Wichtiger Rückhalt war dabei Martin Prusek gewesen, der mit dem Aldege „Baz“ Bastien Memorial Award als bester Torhüter der Saison ausgezeichnet wurde.
Zur Saison 2002/03 kehrte Stürmer Michel Picard, der die vergangenen zwei Jahre bei den Philadelphia Phantoms und den Adler Mannheim bestritten hatte, zu den Griffins zurück und verstärkte die Offensive, die in der vergangenen Saison Schwächen gezeigt hatte. Gemeinsam mit Mark Mowers führte er den Angriff der Griffins an und wurde dabei unterstützt durch junge Spieler, wie Jason Williams und Tomáš Kopecký, die zwar bei den Detroit Red Wings aus der NHL unter Vertrag standen, aber in Grand Rapids Erfahrung sammeln sollten. Nachdem die Griffins den zweiten Platz in der regulären Saison belegt hatten, zogen sie bis ins Halbfinale gegen die Houston Aeros ein. Die über sieben Spiele dauernde Serie gewannen aber am Ende die Texaner aus Houston. Neben der verstärkten Offensive war erneut die Defensive sehr wichtig für den Erfolg der Mannschaft. Marc Lamothe wurde, wie sein Vorgänger Prusek, mit dem Aldege „Baz“ Bastien Award als bester Torhüter ausgezeichnet und erhielt zusammen mit Ersatztorhüter Joey MacDonald den Harry „Hap“ Holmes Memorial Award für die wenigsten Gegentreffer.

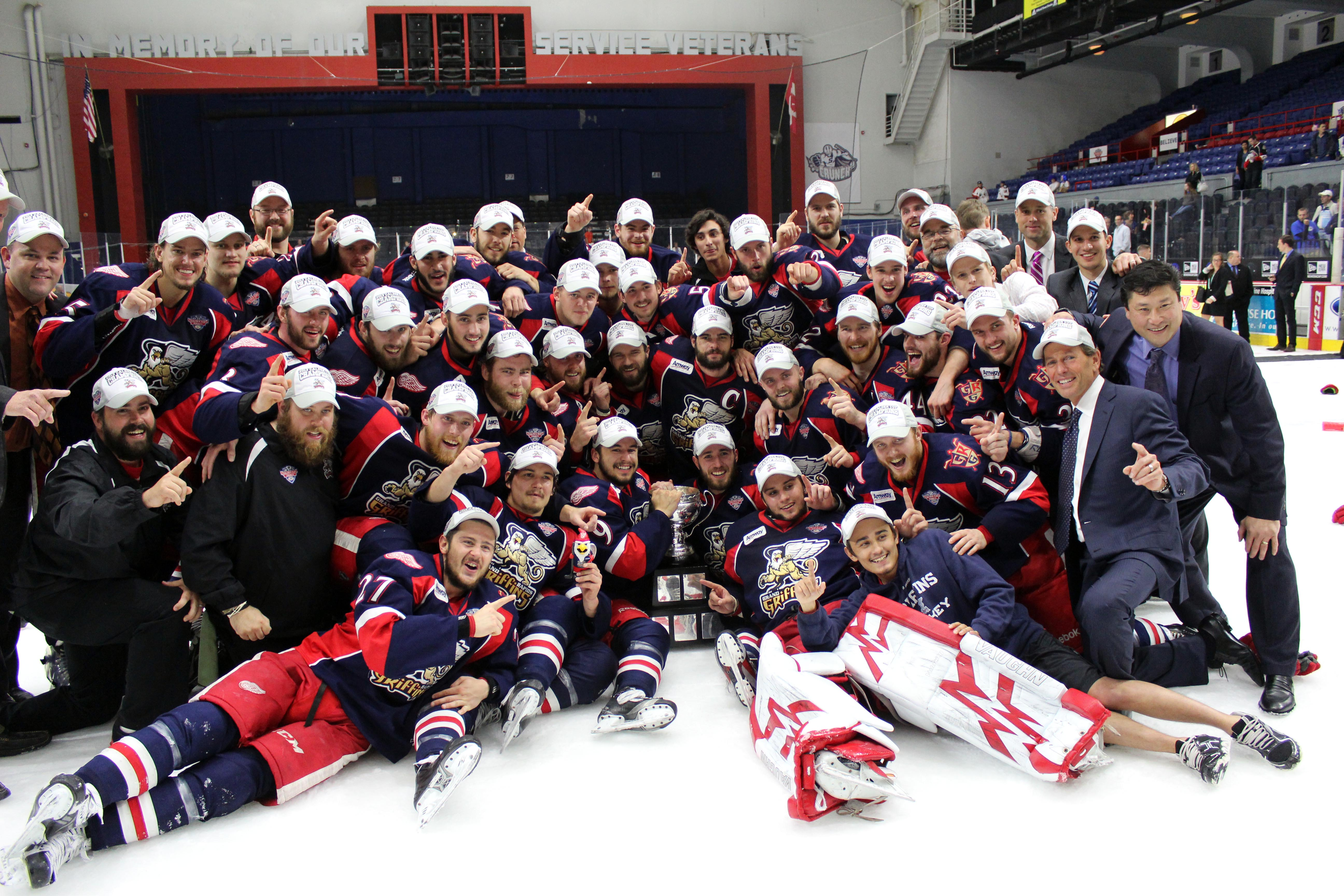
Gewinn des Calder Cup 2013

An den Erfolg der Vorsaison konnten die Griffins 2003/04 nicht anknüpfen. Zwar spielte die Mannschaft in der Verteidigung weiterhin auf dem hohen Niveau der beiden zuvorigen Jahre, doch im Angriff schossen sie deutlich weniger Tore. Die Saison endete schließlich in der ersten Runde der Playoffs.
Die Saison 2004/05 sollte die bis dahin schwächste Spielzeit darstellen. Die Mannschaft hatte keinen klaren Anführer und der 23-jährige Verteidiger Niklas Kronwall war mit 53 Scorerpunkten die beste Offensivkraft, wofür er auch mit dem Eddie Shore Award als bester Verteidiger der Liga ausgezeichnet wurde. Die Griffins verpassten aber erstmals, seitdem sie in der AHL spielten, die Playoffs.
2005/06 kehrten die Griffins wieder zurück an die Spitze der Liga. Neben den erfahrenen Donald MacLean und Eric Manlow waren es vor allem junge Spieler, wie Jiří Hudler, Tomáš Kopecký und Valtteri Filppula, die hervorstachen. Hudler stellte mit 96 Scorerpunkten einen neuen Mannschaftsrekord auf und führte das Team ebenfalls als bester Scorer bis ins Conference-Finale, während MacLean den Willie Marshall Award als bester Torschütze und den Les Cunningham Award als wertvollster Spieler der Saison erhielt.

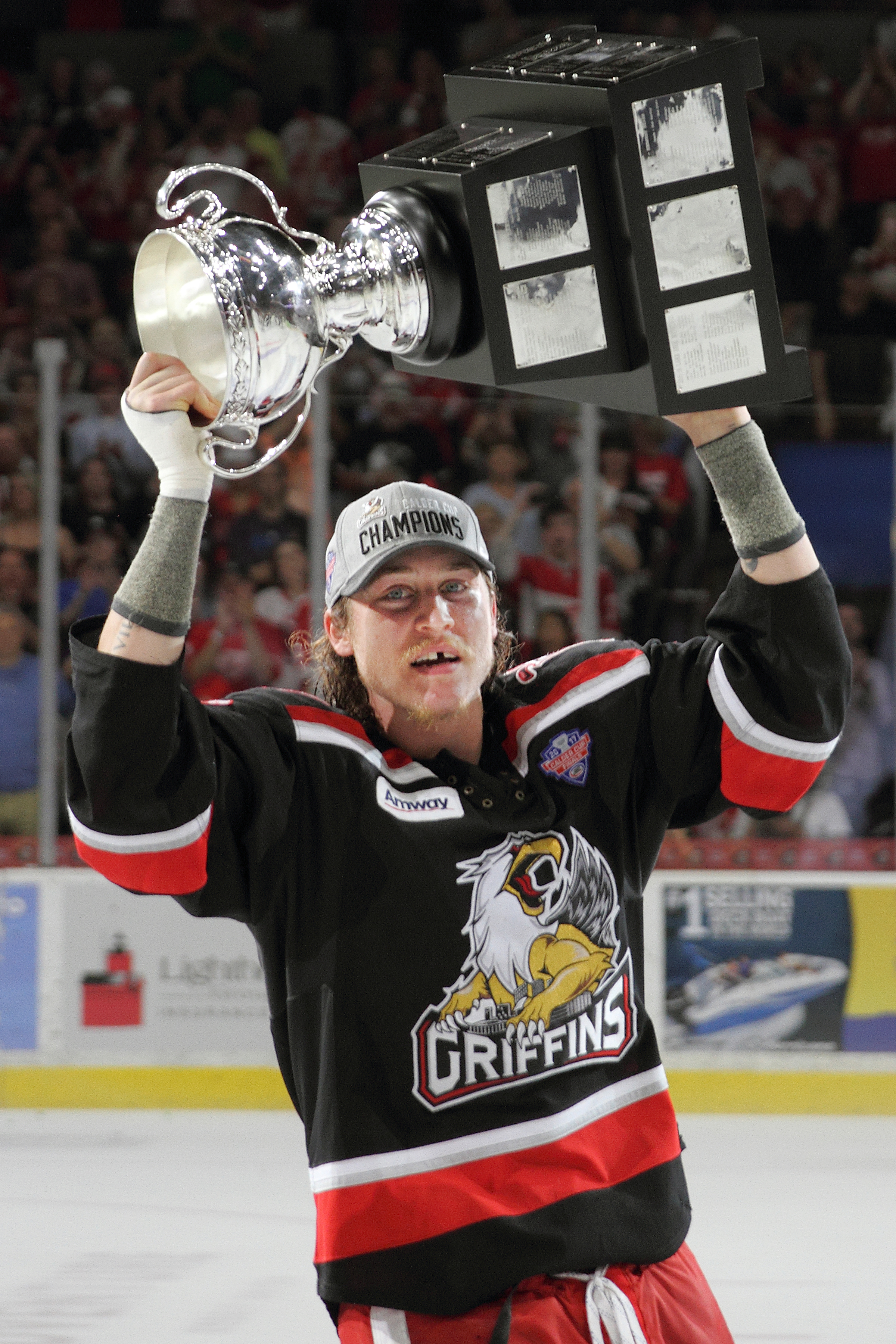
Tyler Bertuzzi mit dem Calder Cup (2017)

In der folgenden Saison musste die Mannschaft aber wieder einen Rückschlag hinnehmen, als sie nur 37 statt wie in der Vorsaison 55 Spiele gewinnen konnten, was auch daran lag, dass Leistungsträger, wie Hudler, Kopecký und Filppula in die NHL gewechselt waren. Trotzdem qualifizierten sie sich für die Playoffs, wo sie in der ersten Runde gegen die Manitoba Moose die Serie zwar schon mit 3:2 anführten, die restlichen zwei Spiele aber verloren und somit ausschieden.
Mit einem neuen Trainer erhoffte man sich in der Saison 2007/08 die Rückkehr zu alter Stärke und tauschte daher Greg Ireland gegen Mike Stothers aus. Doch genau das Gegenteil war der Fall. Grand Rapids spielte die bis dahin schwächste Saison in der AHL und verpassten die Playoffs deutlich. Für die wenig Lichtblicke sorgten hauptsächlich die jungen Spieler.
Zur Saison 2008/09 tauschten die Grand Rapids Griffins große Teile des Kaders aus und nahmen mehrere junge Spieler der Detroit Red Wings zur Ausbildung bei sich auf. Zudem wurde mit Curt Fraser ein neuer Trainer verpflichtet. Die Veränderungen in der Mannschaft zeigten von Beginn an eine positive Wirkung und es gelang den Griffins an der Spitze der Liga mitzuhalten. Garanten für den Aufschwung waren neben dem neuverpflichteten Darren Haydar, ehemaliger MVP der AHL, auch Mattias Ritola, Jakub Kindl und Darren Helm, die sich in ihrer zweiten Profisaison deutlich steigern konnten. Ebenfalls Leistungsträger waren die Routiniers Evan McGrath, Jimmy Howard und Ville Leino, der mit 25 Jahren sein Debüt in Nordamerika gab, sowie die Neulinge Justin Abdelkader, Francis Paré und Daniel Larsson.
In der Saison 2012/13 gewann das Team erstmals den Calder Cup, nachdem es in der Finalserie die Syracuse Crunch in sechs Partien besiegt hatte. Den gleichen Gegner bezwang das Team mit dem gleichen Ergebnis auch im Finale der Saison 2016/17.

### Kooperationen
Nach der Gründung der Griffins im Jahr 1996 arbeitete das Franchise anfangs unabhängig, ehe sie mit den Ottawa Senators aus der NHL einen Kooperationsvertrag schlossen und fortan als deren Farmteam fungierten, wo junge Spieler erste Erfahrungen im Profibereich sammeln können. Spätere NHL-Spieler, wie Chris Neil, Josh Langfeld oder auch Jason Spezza gingen daher zu Beginn ihrer Karrieren in Grand Rapids aufs Eis.
Die Kooperation mit den Senators endete 2002 und die Detroit Red Wings arbeiteten ab sofort mit den Griffins zusammen. Durch die Ausbildung bei den Grand Rapids Griffins gingen dabei Tomáš Kopecký, Jiří Hudler, Valtteri Filppula, Niklas Kronwall, Brett Lebda, Darren Helm und Derek Meech, die alle Anteil am Stanley-Cup-Sieg der Red Wings im Jahr 2008 hatten.
Neben ihrer Kooperation mit den Detroit Red Wings arbeiten sie auch mit den Toledo Walleye (ECHL) zusammen. Außerdem bestand bis 2008 eine Kooperation mit den mittlerweile aufgelösten Muskegon Fury aus der (IHL).

## Saisonstatistik

### International Hockey League
Abkürzungen: GP = Spiele, W = Siege, L = Niederlagen, T = Unentschieden, OTL = Niederlagen nach Overtime SOL = Niederlagen nach Shootout, Pts = Punkte, GF = Erzielte Tore, GA = Gegentore, PIM = Strafminuten
| Saison  | GP  | W   | L   | T | OTL | SOL | Pts | GF   | GA   | PIM  | Platz         | Playoffs                                                                                  |
| ------- | --- | --- | --- | - | --- | --- | --- | ---- | ---- | ---- | ------------- | ----------------------------------------------------------------------------------------- |
| 1996/97 | 82  | 40  | 30  | – | 12  | –   | 92  | 244  | 246  | 2321 | 5., Northeast | Niederlage im Conference Viertelfinale, 2:3 (Orlando)                                     |
| 1997/98 | 82  | 38  | 31  | – | 13  | –   | 89  | 225  | 242  | 2133 | 3., Northeast | Niederlage im Conference Viertelfinale, 0:3 (Cincinnati)                                  |
| 1998/99 | 82  | 34  | 40  | – | 8   | –   | 76  | 256  | 281  | 1842 | 4., Northeast | nicht qualifiziert                                                                        |
| 1999/00 | 82  | 51  | 22  | – | 9   | –   | 111 | 254  | 200  | 1625 | 1., Eastern   | Niederlage im Turner-Cup-Finale 2:4, (Chicago)                                            |
| 2000/01 | 82  | 53  | 22  | – | 7   | –   | 113 | 279  | 196  | 1540 | 1., Eastern   | Niederlage im Conference Semifinale, 2:4 (Orlando)                                        |
| Gesamt  | 410 | 216 | 145 | – | 49  | –   | 481 | 1258 | 1165 | 9461 |               | 4 Playoff-Teilnahmen 7 Serien: 3 Siege, 4 Niederlagen 35 Spiele: 18 Siege, 17 Niederlagen |

### American Hockey League
Abkürzungen: GP = Spiele, W = Siege, L = Niederlagen, T = Unentschieden, OTL = Niederlagen nach Overtime SOL = Niederlagen nach Shootout, Pts = Punkte, GF = Erzielte Tore, GA = Gegentore, PIM = Strafminuten
| Saison  | GP   | W   | L   | T  | OTL | SOL | Pts  | GF   | GA   | PIM   | Platz       | Playoffs |
| ------- | ---- | --- | --- | -- | --- | --- | ---- | ---- | ---- | ----- | ----------- | --- |
| 2001/02 | 80   | 42  | 27  | 11 | 0   | –   | 95   | 217  | 178  | 1335  | 1., West    | Niederlage im Conference Viertelfinale, 2:3 (Chicago) |
| 2002/03 | 80   | 48  | 22  | 8  | 2   | –   | 106  | 240  | 177  | 1287  | 1., Central | Niederlage im Conference-Finale, 3:4 (Houston) |
| 2003/04 | 80   | 44  | 28  | 8  | 0   | –   | 96   | 195  | 166  | 1289  | 2., West    | Niederlage im Division Semifinale, 2:3 (Chicago) |
| 2004/05 | 80   | 41  | 35  | –  | 2   | 2   | 86   | 200  | 200  | 1721  | 5., West    | nicht qualifiziert |
| 2005/06 | 80   | 55  | 20  | –  | 1   | 4   | 115  | 323  | 247  | 1888  | 1., North   | Niederlage im Conference-Finale, 0:4 (Milwaukee) |
| 2006/07 | 80   | 37  | 32  | –  | 6   | 5   | 85   | 226  | 244  | 1454  | 4., North   | Niederlage im Division Semifinale, 3:4 (Manitoba) |
| 2007/08 | 80   | 31  | 41  | –  | 2   | 6   | 70   | 210  | 245  | 1313  | 5., North   | nicht qualifiziert |
| 2008/09 | 80   | 43  | 25  | –  | 6   | 6   | 98   | 255  | 226  | 963   | 3., North   | Niederlage im Division Finale, 0:4 (Manitoba) |
| 2009/10 | 80   | 34  | 39  | –  | 3   | 4   | 75   | 244  | 265  | 1272  | 7., North   | nicht qualifiziert |
| 2010/11 | 80   | 36  | 34  | –  | 2   | 8   | 82   | 227  | 254  | 1468  | 6., North   | nicht qualifiziert |
| 2011/12 | 76   | 33  | 32  | –  | 7   | 4   | 77   | 245  | 249  | 1183  | 5., North   | nicht qualifiziert |
| 2012/13 | 76   | 42  | 26  | –  | 4   | 4   | 92   | 234  | 205  | 1468  | 6., North   | Sieg im Conference-Viertelfinale, 3:2 (Houston) Sieg im Conference-Halbfinale, 4:2 (Toronto) Sieg im Conference-Finale, 4:3 (Oklahoma City) Sieg im Calder-Cup-Finale, 4:2 (Syracuse) |
| 2013/14 | 76   | 46  | 23  | –  | 2   | 5   | 99   | 238  | 197  | 945   | 5., North   | Sieg im Conference-Viertelfinale, 3:1 (Abbotsford) Niederlage im Conference-Halbfinale, 2:4 (Stars)                                                                                   |
| 2014/15 | 76   | 46  | 22  | –  | 6   | 2   | 100  | 249  | 185  | 869   | 2., Midwest | Sieg im Conference-Viertelfinale, 3:2 (Toronto) Sieg im Conference-Halbfinale, 4:1 (Rockford) Niederlage im Conference-Finale, 2:4 (Utica)                                            |
| Gesamt  | 1104 | 578 | 506 | 27 | 43  | 50  | 1276 | 3303 | 3038 | 18206 |             | 9 Playoff-Teilnahmen 15 Serien: 7 Siege, 8 Niederlagen 82 Spiele: 39 Siege, 43 Niederlagen                                                                                            |

## Erfolge und Ehrungen

### Sportliche Erfolge
| Fred A. Huber Trophy | Fred A. Huber Trophy |
| Saison | Saison               |
| --- | -------------------- |
| 2000/01 |                      |
| Macgregor Kilpatrick Trophy |                      |
| Saison |                      |
| 2005/06 |                      |
| Conference Championships | Saison               |
| Norman R. „Bud“ Poile Trophy* | 2005/06              |
| Division Championships | Saison               |
| West Division (IHL) | 1999/00, 2000/01     |
| Norman R. „Bud“ Poile Trophy* | 2001/02              |
| John D. Chick Trophy | 2002/03              |
| Sam Pollock Trophy | 2005/06              |
| * Die Norman R. „Bud“ Poile Trophy wurde bis 2003 an das beste Team der regulären Saison der West Division verliehen. Seit 2003 erhält das beste Team der regulären Saison aus der Western Conference die Trophäe |                      |

Die Grand Rapids Griffins konnten bisher noch keine Playoff-Meisterschaft gewinnen, sammelten im Laufe ihres Bestehens aber diverse Trophäen und Erfolge. In der Saison 1999/2000 gewannen sie ihren ersten Divisionstitel und zogen in den Playoffs bis ins Finale um den Turner Cup ein, unterlagen dort jedoch. Im Jahr darauf gewannen sie die Fred A. Huber Trophy als das beste Team der IHL aus der regulären Saison und gewannen einen weiteren Divisionstitel.
Nachdem die Griffins im Sommer 2001 in die AHL gewechselt waren, gewannen sie gleich in ihrer ersten Spielzeit die Norman R. „Bud“ Poile Trophy als bestes Team der West Division und im Jahr darauf die John D. Chick Trophy als führende Mannschaft der Central Division. Zudem gelang ihnen der Einzug in die Vorschlussrunde der Playoffs.
In der Saison 2005/06 kamen mehrere Trophäen zur Sammlung der Griffins dazu. Neben der Sam Pollock Trophy als Divisionssieger und der Norman R. „Bud“ Poile Trophy als bestes Team der Western Conference, gewannen sie auch die Macgregor Kilpatrick Trophy und somit die Hauptrunden-Meisterschaft der Liga. Fortgesetzt wurde Spielzeit mit dem Einzug ins Conference-Finale der Playoffs.

### IHL Awards
| Auszeichnung                     | Name        | Saison  |
| -------------------------------- | ----------- | ------- |
| Commissioner’s Trophy            | Guy Charron | 1999/00 |
| Leo P. Lamoureux Memorial Trophy | Derek King  | 2000/01 |

Als die Grand Rapids Griffins von 1996 bis 2001 in der International Hockey League aktiv waren, erhielten zwei Mitglieder der Mannschaft eine individuelle Auszeichnung. Nach der Saison 1999/2000 war es Trainer Guy Charron, der als erstes ausgezeichnet wurde. Er hatte die Mannschaft mit 51 Siegen und 111 Punkten bis auf den zweiten Platz in der Liga geführt, dadurch einen Franchiserekord aufgestellt und das Ergebnis der Vorsaison von 34 Siegen und 76 Punkten deutlich gesteigert. Für seine Arbeit erhielt Charron die Commissioner’s Trophy als bester Trainer der IHL.
2000/01 führte Stürmer Derek King die Liga mit 83 Scorerpunkte an, als er 32 Tore erzielte und 51 Vorlagen gab. Die Leo P. Lamoureux Memorial Trophy als bester Scorer der Liga teilte er sich mit Steve Larouche, der auf die gleiche Anzahl an Punkten kam. Beide waren die letzten Preisträger dieser Trophäe, weil die IHL im Sommer 2001 den Spielbetrieb einstellte.

### AHL Awards und All-Star Team-Nominierungen
| Auszeichnung                        | Name                                                                             | Saison                                  |
| ----------------------------------- | -------------------------------------------------------------------------------- | --------------------------------------- |
| Aldege „Baz“ Bastien Memorial Award | Martin Prusek Marc Lamothe                                                       | 2001/02 2002/03                         |
| Eddie Shore Award                   | Niklas Kronwall                                                                  | 2004/05                                 |
| Fred T. Hunt Memorial Award         | Chris Minard                                                                     | 2011/12                                 |
| Harry „Hap“ Holmes Memorial Award   | Marc Lamothe Joey MacDonald                                                      | 2002/03                                 |
| Les Cunningham Award                | Donald MacLean                                                                   | 2005/06                                 |
| Louis A. R. Pieri Memorial Award    | Bruce Cassidy                                                                    | 2001/02                                 |
| Willie Marshall Award               | Donald MacLean                                                                   | 2005/06                                 |
| AHL All-Rookie Team                 | Jimmy Howard Justin Abdelkader Brendan Smith Gustav Nyquist                      | 2005/06 2008/09 2010/11 2011/12         |
| AHL First All-Star Team             | Martin Prusek John Gruden Marc Lamothe Niklas Kronwall Donald MacLean Andy Miele | 2001/02 2002/03 2004/05 2005/06 2014/15 |
| AHL Second All-Star Team            | Mark Mowers Michel Picard Bryan Helmer Jiří Hudler Darren Haydar                 | 2002/03 2005/06 2008/09                 |

Am Ende der ersten Saison in der American Hockey League im Sommer 2002 erhielten zwei Mitglieder der Grand Rapids Griffins eine individuelle Auszeichnung. Martin Prusek wurde mit dem Aldege „Baz“ Bastien Memorial Award als bester Torhüter ausgezeichnet, Bruce Cassidy erhielt den Louis A. R. Pieri Memorial Award als bester Trainer der Liga. Auch im zweiten Jahr ging die Trophäe für den besten Torhüter an die Griffins, diesmal an Marc Lamothe, der zudem zusammen mit seinem Ersatzmann Joey MacDonald den Harry „Hap“ Holmes Memorial Award für die wenigsten Gegentreffer erhielt.
Niklas Kronwall war 2005 der erste Feldspieler der Griffins, dem eine Ehrung zukam. Der Schwede war einer der wenigen Lichtblicke in einer schwachen Mannschaft, die er als bester Scorer anführte. Als erster Europäer erhielt er den Eddie Shore Award für den besten Verteidiger der AHL. Im Jahr darauf wurde mit Donald MacLean wieder ein Feldspieler geehrt. MacLean erzielte in der Saison ligaführende 56 Tore und wurde mit dem Willie Marshall Award als bester Torjäger ausgezeichnet, den er sich aber mit Denis Hamel teilen musste.
Die ersten Spieler der Griffins, die in das AHL First All-Star Team gewählt wurden, waren in der Debütsaison Torhüter Martin Prusek und Verteidiger John Grudden. Marc Lamothe wurde für die Saison 2002/03 als Torhüter in die Formation der besten Spieler des Jahres gewählt, während die Stürmer Mark Mowers und Michel Picard einen Platz im Second All-Star Team fanden. 2004/05 war es der schwedische Verteidiger Niklas Kronwall, dem der Sprung ins First All-Star Team gelang und im Jahr darauf folgte ihm Stürmer Donald MacLean. Abwehrspieler Bryan Helmer und Angreifer Jiří Hudler kamen in die zweite Mannschaft. Erst drei Jahre später war ein Spieler der Griffins wieder in einem der All-Star Teams vertreten, als Darren Haydar in das zweite Team gewählt wurde.
In das All-Rookie Team, der Mannschaft mit den besten Neuprofis, kamen bisher Torhüter Jimmy Howard in der Saison 2005/06, Verteidiger Brendan Smith in der Spielzeit 2010/11 sowie die Stürmer Justin Abdelkader und Gustav Nyquist in der Spielzeit 2008/09 bzw. 2011/12.

### AHL All-Star Classic-Nominierungen
| Jahr                      | Name                                                         |
| ------------------------- | ------------------------------------------------------------ |
| 2002                      | Chris Bala John Gruden Martin Prusek*                        |
| 2003                      | Mark Lamothe Mark Mowers                                     |
| 2004                      | Jiří Hudler Niklas Kronwall* Travis Richards Nathan Robinson |
| 2005                      | Niklas Kronwall Joey MacDonald                               |
| 2006                      | Valtteri Filppula Jiří Hudler Donald MacLean                 |
| 2007                      | Derek Meech                                                  |
| 2008                      | Jonathan Ericsson Jimmy Howard                               |
| 2009                      | Jakub Kindl Daniel Larsson                                   |
| 2010                      | Patrick Rissmiller                                           |
| 2011                      | Ilari Filppula Brendan Smith*                                |
| 2012                      | Gustav Nyquist                                               |
| * Absage wegen Verletzung |                                                              |

Insgesamt wurden bisher 20 Spieler der Grand Rapids Griffins zum All-Star Classic eingeladen, da sie von den Fans in die Startaufstellung gewählt oder von der Liga aufgrund ihrer Leistungen ausgewählt wurden. 13 Teilnehmern im PlanetUSA All-Star Team, das mit US-amerikanischen und europäischen Spielern bestückt ist, stehen vier Teilnehmer der Griffins im Canadian All-Star Team gegenüber. Durch die Fans wurden mit Travis Richards, Niklas Kronwall, Jiří Hudler und Jakub Kindl bisher vier Spieler in die Startformation des PlanetUSA All-Star Teams gewählt. Kronwall und Hudler sind die einzigen Spieler aus Grand Rapids, die zu zwei All-Star Classics eingeladen wurden, allerdings konnte Kronwall verletzungsbedingt nur an einem Spiel teilnehmen.
2002 wurden in der ersten AHL-Saison der Griffins mit Chris Bala, John Gruden und Martin Prusek gleich drei Spieler in das aus US-Amerikanern und Europäern bestehende PlanetUSA All-Star Team berufen, Torhüter Prusek musste jedoch verletzungsbedingt absagen. Im Jahr darauf konnte sich mit Torhüter Marc Lamothe zum ersten Mal ein Spieler der Griffins für das Team der Canadian All-Stars empfehlen, auf Seiten des PlanetUSA All-Star Teams war Stürmer Mark Mowers vertreten.
In der Saison 2003/04 stand mit Travis Richards erstmals ein Spieler der Griffins in der Startaufstellung eines All-Star Teams, als das All-Star Classic in der heimischen Van Andel Arena in Grand Rapids ausgetragen wurde. Der tschechische Nachwuchsspieler Jiří Hudler schloss sich Richards in der Mannschaft der PlanetUSA All-Stars an. Nathan Robinson stand zudem im Kader der Canadian All-Stars, verletzte sich aber während der zum All-Star Classic gehörenden SuperSkills Competition und nahm nicht am Spiel teil. Niklas Kronwall sagte seine Teilnahme wegen einer Verletzung schon vorher ab. Er erhielt 2005 aber eine neue Chance und stand in der Startformation der PlanetUSA Auswahl, während Joey MacDonald für die kanadische Auswahl das Tor hütete.
2006 standen zum ersten Mal drei Spieler der Griffins im All-Star Classic auf dem Eis, als Jiří Hudler in der Startformation sowie Valtteri Filppula auf Seiten der europäisch/US-amerikanischen Mannschaft spielten und Donald MacLean für das kanadische Team auflief. Im folgenden Jahr war mit dem Kanadier Derek Meech jedoch nur ein Spieler vertreten.
Der schwedische Verteidiger Jonathan Ericsson und der US-Torhüter Jimmy Howard waren 2008 die Vertreter der Griffins, die im PlanetUSA All-Star Team antraten. Auch 2009 hatte Grand Rapids keinen Spieler im Canadian All-Star Team, jedoch wurde Jakub Kindl von den Fans in die Startformation von PlanetUSA gewählt und Daniel Larsson tritt als Ersatztorhüter an. Nahmen in den beiden Jahren zuvor noch jeweils zwei Spieler der Griffins am All-Star Classic teil, so war es 2010 mit Patrick Rissmiller im Team PlanetUSA nur einer.

### Vereinsrekorde

#### American Hockey League
|                           | Name                   | Anzahl                       |
| ------------------------- | ---------------------- | ---------------------------- |
| Meiste Spiele             | Jamie Tardif*          | 316 (in 5 Spielzeiten)       |
| Meiste Tore               | Jamie Tardif*          | 78                           |
| Meiste Vorlagen           | Jiří Hudler Kip Miller | 114                          |
| Meiste Punkte             | Jiří Hudler            | 179 (65 Tore + 114 Vorlagen) |
| Meiste Strafminuten       | Darryl Bootland        | 1164                         |
| Meiste Siege als Torhüter | Joey MacDonald*        | 98                           |
| Meiste Shutouts           | Joey MacDonald*        | 17                           |

* aktiver Spieler; Stand nach der Saison 2010/11
|                           | Name            | Anzahl                     | Saison  |
| ------------------------- | --------------- | -------------------------- | ------- |
| Meiste Tore               | Donald MacLean  | 56                         | 2005/06 |
| Meiste Vorlagen           | Jiří Hudler     | 60                         | 2005/06 |
| Meiste Punkte             | Jiří Hudler     | 96 (36 Tore + 60 Vorlagen) | 2005/06 |
| Meiste Strafminuten       | Darryl Bootland | 390                        | 2005/06 |
| Meiste Siege als Torhüter | Joey MacDonald  | 34                         | 2004/05 |

#### International Hockey League
|                           | Name            | Anzahl                        |
| ------------------------- | --------------- | ----------------------------- |
| Meiste Spiele             | Travis Richards | 386 (in 5 Spielzeiten)        |
| Meiste Tore               | Michel Picard   | 109                           |
| Meiste Vorlagen           | Michel Picard   | 133                           |
| Meiste Punkte             | Michel Picard   | 242 (109 Tore + 133 Vorlagen) |
| Meiste Strafminuten       | Bruce Ramsay    | 781                           |
| Meiste Siege als Torhüter | Mike Fountain   | 55                            |
| Meiste Shutouts           | Mike Fountain   | 9                             |

|                           | Name                      | Anzahl                      | Saison  |
| ------------------------- | ------------------------- | --------------------------- | ------- |
| Meiste Tore               | Michel Picard             | 46                          | 1996/97 |
| Meiste Vorlagen           | Jeff Nelson Michel Picard | 55                          | 1996/97 |
| Meiste Punkte             | Michel Picard             | 101 (46 Tore + 55 Vorlagen) | 1996/97 |
| Meiste Strafminuten       | Matt Ruchty               | 364                         | 1996/97 |
| Meiste Siege als Torhüter | Mike Fountain             | 34                          | 2000/01 |

## Trainer
| Name | Saison           | Reguläre Saison | Reguläre Saison | Reguläre Saison | Reguläre Saison | Reguläre Saison | Reguläre Saison | Reguläre Saison | Playoffs | Playoffs | Playoffs |
| --- | ---------------- | --------------- | --------------- | --------------- | --------------- | --------------- | --------------- | --------------- | -------- | -------- | -------- |
| Name | Saison           | GC              | W               | L               | T               | OTL             | Pts             | Win %           | GC       | W        | L        |
| Dave Allison | 1996/97–1997/98* | 144             | 70              | 55              | –               | 19              | 159             | .552            | 5        | 2        | 3        |
| Bob McNamara | 1997/98*         | 20              | 8               | 6               | –               | 6               | 22              | .550            | 3        | 0        | 3        |
| Guy Charron | 1998/99–1999/00  | 164             | 85              | 62              | –               | 17              | 187             | .570            | 17       | 10       | 7        |
| Bruce Cassidy | 2000/01–2001/02  | 162             | 95              | 49              | 11              | 7               | 208             | .642            | 15       | 8        | 7        |
| Danton Cole | 2002/03–2004/05* | 208             | 116             | 72              | 17              | 3               | 252             | .606            | 19       | 10       | 9        |
| Greg Ireland | 2004/05*–2006/07 | 192             | 109             | 65              | 1               | 17              | 236             | .615            | 23       | 11       | 12       |
| Mike Stothers | 2007/08          | 80              | 31              | 41              | –               | 8               | 70              | .438            | –        | –        | –        |
| Curt Fraser | 2008/09–2011/12  | 240             | 113             | 98              | –               | 29              | 255             | .531            | 10       | 4        | 6        |
| Jeff Blashill | 2012/13–2014/15  | 228             | 134             | 71              | –               | 24              | 291             | .638            | 50       | 29       | 21       |
| Todd Nelson | 2015/16–2017/18  | 228             | 133             | 78              | –               | 17              | 283             | .620            | 33       | 22       | 11       |
| Ben Simon | seit 2018/19     |                 |                 |                 | –               |                 |                 |                 |          |          |          |
| Abkürzungen: GC = Spiele, W = Siege, L = Niederlagen, T = Unentschieden, OTL = Niederlagen nach Overtime, Pts = Punkte, Win % = Siegquote * Wechsel während der Saison |                  |                 |                 |                 |                 |                 |                 |                 |          |          |          |

Die Griffins engagierten als ersten Trainer ihrer Geschichte Dave Allison, der neben 25 Spielen in der NHL schon mehrere Jahre in unterklassigen Ligen tätig war. Er führte die Griffins zu einem guten ersten Saisonergebnis, musste aber im zweiten Jahr in der zweiten Saisonhälfte gehen und wurde übergangsweise durch General Manager Bob McNamara ersetzt. Als neuer Cheftrainer wurde im Sommer 1998 Guy Charron präsentiert, der anfangs erfolglos blieb und die Playoffs in seinem ersten Jahr verpasste. In der Saison 1999/2000 steigerten sich die Griffins unter seiner Leitung aber deutlich, belegten den zweiten Platz in der IHL und zogen bis ins Finale der Playoffs ein. Charron erhielt daraufhin die Commissioner’s Trophy als bester Trainer der Liga und ein Angebot der Mighty Ducks of Anaheim aus der NHL, woraufhin er Grand Rapids verließ.
Bruce Cassidy folgte auf Charron im Sommer 2000 und ihm gelang es das Ergebnis der vorherigen Saison zu steigern. Mit 53 Siegen aus 82 Spielen führte er die Griffins auf den ersten Platz in der regulären Saison, in den Playoffs scheiterten sie jedoch in der zweiten Runde. Nachdem die IHL nach der Saison aufgelöst worden war, wechselte die Mannschaft in die AHL und Cassidy konnte die Griffins sofort in der Liga etablieren, wofür er mit dem Louis A. R. Pieri Memorial Award als bester Trainer ausgezeichnet wurde. Durch den Erfolg waren auch Mannschaften der NHL auf ihn aufmerksam geworden und so folgte er einem Ruf der Washington Capitals, wo er den Posten als Cheftrainer übernahm.
Mit Danton Cole trat ein ehemaliger Spieler und Assistenztrainer der Griffins die Nachfolge von Cassidy an. Er konnte an die Leistungen seines Vorgängers anknüpfen und führte die Mannschaft gleich in der Saison 2002/03 bis in die dritte Runde der Playoffs. Auch im Jahr darauf spielten die Griffins eine gute reguläre Saison, doch sie schieden schon nach der ersten Serie der Endrunde aus. Coles Amtszeit endete schließlich nach 48 Spielen in der Saison 2004/05, als die Qualifikation für die Playoffs gefährdet war und Cole durch seinen Assistenten Greg Ireland ersetzt wurde. Unter dem neuen Trainer gelang zwar in den restlichen 32 Saisonspielen eine leichte Steigerung, doch wurde die Qualifikation schlussendlich verpasst.
In der Saison 2005/06 verhalf Ireland den Griffins aber zu einer Wiederauferstehung. Mit 55 Siegen erreichten sie das beste Ergebnis der Franchise-Geschichte und belegten den ersten Platz nach der regulären Saison. In den Playoffs zogen sie bis in die Runde der vier besten Mannschaften ein, ehe sie jedoch in vier Spielen glatt an den Milwaukee Admirals scheiterten. Die folgende Spielzeit war aber wieder ein Rückschritt und die Griffins erreichten nur als achtbestes Team der 13 Mannschaften im Westen der Liga der Playoffs und kamen auch nicht über die erste Runde der Playoffs hinaus. Das Management entschied sich daraufhin den auslaufenden Vertrag von Ireland nicht zu verlängern, nachdem die Detroit Red Wings, Kooperationspartner aus der NHL, das Recht erwirkt hatten über die Trainer ihres Farmteams zu bestimmen.
Die Red Wings setzten Mike Stothers im Sommer 2007 als neuen Cheftrainer ein, doch die Verpflichtung war nicht von Erfolg gekrönt, da die Griffins die schlechteste Saison ihrer Geschichte spielte. Die Grand Rapids Griffins erhielten daraufhin das Recht zurück über die Besetzung der Trainer zu entscheiden und entbanden Stothers nach nur einem Jahr von seinen Aufgaben. Mit Curt Fraser wird die Mannschaft seit der Saison 2008/09 von einem Trainer geführt, der bereits mehrere Jahre in der NHL vorzuweisen hat und die belarussische Nationalmannschaft zur Qualifikation für das olympische Eishockeyturnier 2010 geführt hatte.

## General Manager
| Name         | Saison          |
| Bob McNamara | 1996/97–2010/11 |
| Ryan Martin  | seit 2013/14    |

Bob McNamara wurde am 26. Januar 1996 als General Manager der Grand Rapids Griffins engagiert, ehe sie im Herbst desselben Jahres ihre erste Spielzeit bestritten. Unter seiner Führung etablierte sich das Franchise als Ausbildungsstätte für Mannschaften der National Hockey League und es wurden in den Jahren Kooperationen mit den Ottawa Senators und den Detroit Red Wings geschlossen. Zudem führte McNamara die Griffins aus der aufgelösten International Hockey League in die American Hockey League.

## Zu erwähnende Spieler

### Gesperrte Trikotnummern
| Nr. | Name            | Sperrungsdatum    |
| --- | --------------- | ----------------- |
| 24  | Travis Richards | 24. November 2006 |

Die bisher einzige gesperrte Nummer der Grand Rapids Griffins, ist die Trikotnummer 24 von Travis Richards. Er war der zweite Spieler, der vor der Premierensaison des Franchise in der IHL einen Vertrag bei den Griffins unterschrieb und spielte die folgenden zehn Spielzeiten für das Team, drei davon als Mannschaftskapitän, die restlichen sieben als Alternativ-Kapitän. Richards war eine feste Größe in der Verteidigung der Teams und beendete seine Karriere im Sommer 2006 als Rekordhalter mit 655 Spielen im Trikot der Griffins in der IHL und AHL.
Die gesperrten Nummern der Spieler hängen als Banner an der Hallendecke der Van Andel Arena und werden an keinen Spieler der Grand Rapids Griffins mehr vergeben.

### Bekannte ehemalige Spieler
Einige Spieler gingen für die Grand Rapids Griffins auf das Eis, ehe sie den Sprung in die NHL machten. Andere wurden von ihren NHL-Teams nach Grand Rapids geschickt um in wenigen Spielen erste Spielpraxis nach einer Verletzung zu sammeln.
Seine ersten Jahre in Nordamerika absolvierte Pavol Demitra hauptsächlich bei Mannschaften in den zweitklassigen Ligen, darunter auch die Grand Rapids Griffins, ehe er sich als NHL-Spieler etablierte und mehrfach zum NHL All-Star Game eingeladen wurde. Er war auch der erste Spieler des Franchise, der den Sprung in die NHL schaffte. Kevyn Adams gehörte in der Premierensaison der Griffins zur Mannschaft und bestritt dort seine erste Spielzeit als Profi, ehe er bei den Toronto Maple Leafs seine NHL-Karriere begann. Dmitri Afanassenkow spielte ebenfalls zu Beginn seiner Zeit in Nordamerika in Grand Rapids und krönte später seine Karriere mit dem Gewinn des Stanley Cup als Mitglied der Tampa Bay Lightning. Torhüter Patrick Lalime kam zwar schon mit NHL-Erfahrung in die Mannschaft, der endgültige Durchbruch gelang ihm aber erst nach seiner Zeit beim damaligen Farmteam der Ottawa Senators. Auch Chris Neil und Chris Kelly verbrachten einige Zeit beim Farmteam, bis sie sich in Ottawa durchsetzen konnten.
Von den Detroit Red Wings durchliefen Valtteri Filppula, Darren Helm, Jiří Hudler, Tomáš Kopecký, Niklas Kronwall, Brett Lebda, Derek Meech und Jason Williams die Ausbildung in Grand Rapids und konnten in deren Folge den Stanley Cup mit Detroit gewinnen.
Zudem standen Spieler, wie Chris Chelios, Manny Legace, Chris Osgood und Blake Sloan auf dem Eis, die bereits vor ihrem Engagement in der AHL die wichtigste Trophäe im nordamerikanischen Eishockey gewonnen hatten. Wobei jedoch Chelios, Legace und Osgood nur für wenige Spiele nach Verletzungen Teil der Griffins waren. Ergänzt werden sie durch prominente Namen, wie Curtis Joseph und Jason Spezza, die aber ebenfalls nur kurzfristig für das AHL-Team spielten.
| - Kevyn Adams - Dmitri Afanassenkow - Sean Avery - Joël Bouchard - Chris Chelios - Pavol Demitra - Matt Ellis - Valtteri Filppula - Shane Hnidy - Jiří Hudler - Jani Hurme - Curtis Joseph | - Chris Kelly - Tomáš Kopecký - Niklas Kronwall - Joel Kwiatkowski - Patrick Lalime - Brett Lebda - Manny Legace - Derek Meech - Glen Metropolit - Kevin Miller - Kip Miller - Mark Mowers | - Chris Neil - Chris Osgood - Róbert Petrovický - Michel Picard - Kyle Quincey - Karel Rachůnek - Jamie Rivers - Blake Sloan - Jason Spezza - Patrick Traverse - Todd White - Jason Williams |